# Bernie Rhodenbarr
Bernie Rhodenbarr est un personnage de fiction créé par l'écrivain Lawrence Block. Il est un voleur qui exerce le métier de libraire la journée, à New York. Il possède un chat de race manx et a comme meilleure amie la lesbienne Carolyn Kaiser, une toiletteuse pour chien. En anglais la série commence toujours par The burglar. En France cette convention n'est pas respectée.